# Eueolidoidea
Eueolidoidea (Odhner, 1968) è una superfamiglia di molluschi nudibranchi.

## Famiglie
- Coryphellidae
- Paracoryphellidae
- Nossidae
- Flabellinidae
- Protaeolidiellidae
- Pleurolidiidae
- Caloriidae
- Eubranchidae
- Pseudovermidae
- Cuthonidae
- Fionidae
- Calmidae
- Phidianidae
- Facelinidae
- Cratenidae
- Favorinidae
- Myrrhinidae
- Glaucidae
- Pteraeolidiidae
- Herviellidae
- Aeolidiidae
- Spurillidae